# Окотепеке (департамент)
Окотепеке (ісп. Ocotepeque) — один з 18 департаментів Гондурасу. Найзахідніший департамент країни. Межує з департаментами: Копан, Лемпіра, державами Сальвадор і Гватемала.
Виділено в окремий департамент 1906  року з департаменту Копан.
Адміністративний центр — місто Окотепеке.
Площа — 1680 км².
Населення — 102 176 осіб (2006)

## Муніципалітети
Поділяється на 16 муніципалітетів:
1. Белен Гуалчо
2. Долорес Мерендон
3. Консепсьйон
4. Ла-Енкарнасіон
5. Ла-Лабор
6. Лусерна
7. Мерседес
8. Окатепеке
9. Сан-Фернандо
10. Сан-Франциско-дель-Вальє
11. Сан-Хорхе
12. Сан-Маркос
13. Санта-Фе
14. Сенсенті
15. Сінуапа
16. Фратернідад

| Гондурас | Це незавершена стаття з географії Гондурасу. Ви можете допомогти проєкту, виправивши або дописавши її. |